# Vita futurista
Pour plus de détails, voir Fiche technique et Distribution.

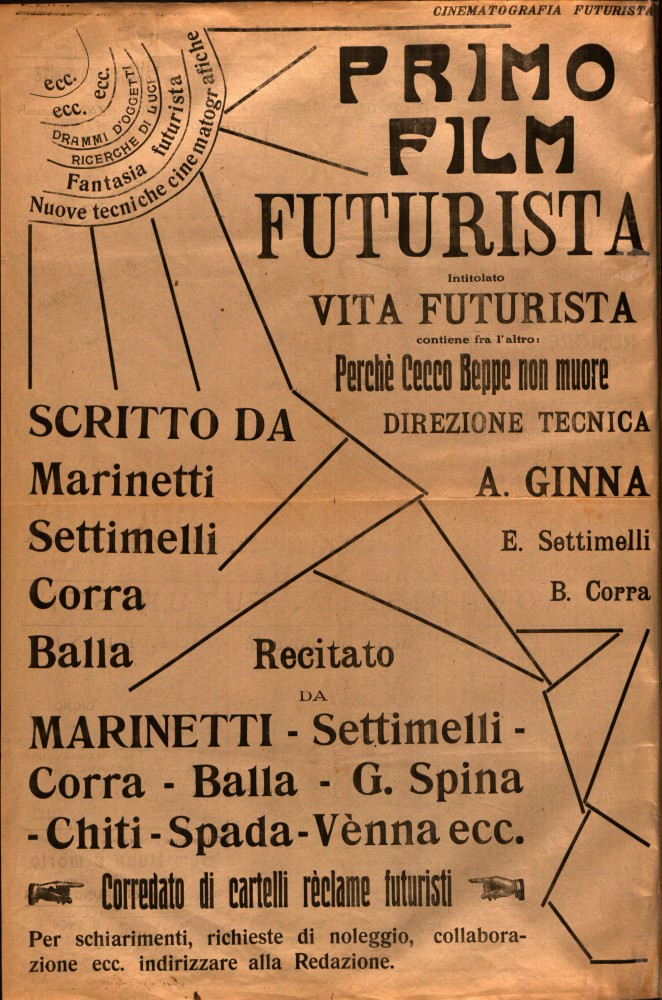
Affiche de Vita futurista, 1916

Vita futurista (littéralement « La Vie futuriste ») est un film de 1916 réalisé et produit par Arnaldo Ginna sur un scénario écrit par Filippo Tommaso Marinetti, fondateur du futurisme.
Il s'agit d'un film important dans l'histoire du cinéma, car en plus d'être le premier film futuriste, c'est très vraisemblablement le premier film d'avant-garde jamais tourné. Il est toutefois considéré comme perdu.

## Genèse et historique du film
Après avoir rédigé le Manifeste de la Cinématographie futuriste en 1916, Marinetti décide de confier la réalisation du film Vita futurista à Arnaldo Ginna, pour son expérience acquise dans l'industrie du cinéma. Le film sera le premier film expressément futuriste. Le scénario a été établi selon un schéma irrévérencieux et innovant et présente un groupe de futurologues (parmi lesquels se trouvent Marinetti, Bruno Corra, Giacomo Balla, ainsi que Ginna lui-même) perturbant la paix publique en importunant les clients d'un café bourgeois de Florence.
En 1958, la dernière bobine existante du film a été confiée par Arnaldo Ginna à un studio qui devait restaurer le film pour pouvoir en faire une donation à un musée parisien en vue d'être conservé de façon optimale. La pellicule a été malheureusement irrémédiablement détruite dans cette tentative de restauration. Il ne subsiste du film que quelques images extraites des séquences du Petit déjeuner futuriste tourné au restaurant « La Loggia » de la Piazzale Michelangelo, de la Danse de la splendeur géométrique, où Arnaldo Ginna a utiliséé la technique de la superposition d'images, et du Futuriste Cazzottatura, tourné dans le parc de la Cascine où il déclame des vers de Marinetti. Sinon, le film est considéré comme étant perdu.
Le film est présenté dans la revue L'Italia futurista (it) du 15 octobre 1916.

## Commentaires
Vita futurista est le seul film futuriste officiellement reconnu par le mouvement. Par ailleurs, Arnaldo Ginna a réalisé quatre autres films peints directement sur pellicule, mais ils sont également perdus.